# Rodemack
Rodemack (Duits: Rodemachern, Luxemburgs: Roudemaacher) is een gemeente in het Franse departement Moselle in de regio Grand Est. Rodemack is lid van Les Plus Beaux Villages de France. De gemeente telde 1.282 inwoners op 1 januari 2022.

## Geschiedenis
De gemeente maakte deel uit van het arrondissement Thionville-Est tot dit op 1 januari 2015 werd samengevoegd met het arrondissement Thionville-Ouest tot het arrondissement Thionville.
Rodemack maakte deel uit van het kanton Cattenom tot dit op 22 maart 2015 werd opgeheven en de gemeenten werden opgenomen in het kanton Yutz.

## Geografie
De oppervlakte van Rodemack bedraagt 9,96 vierkante kilometer; Op 1 januari 2022 was de bevolkingsdichtheid 128,7 inwoners per km².

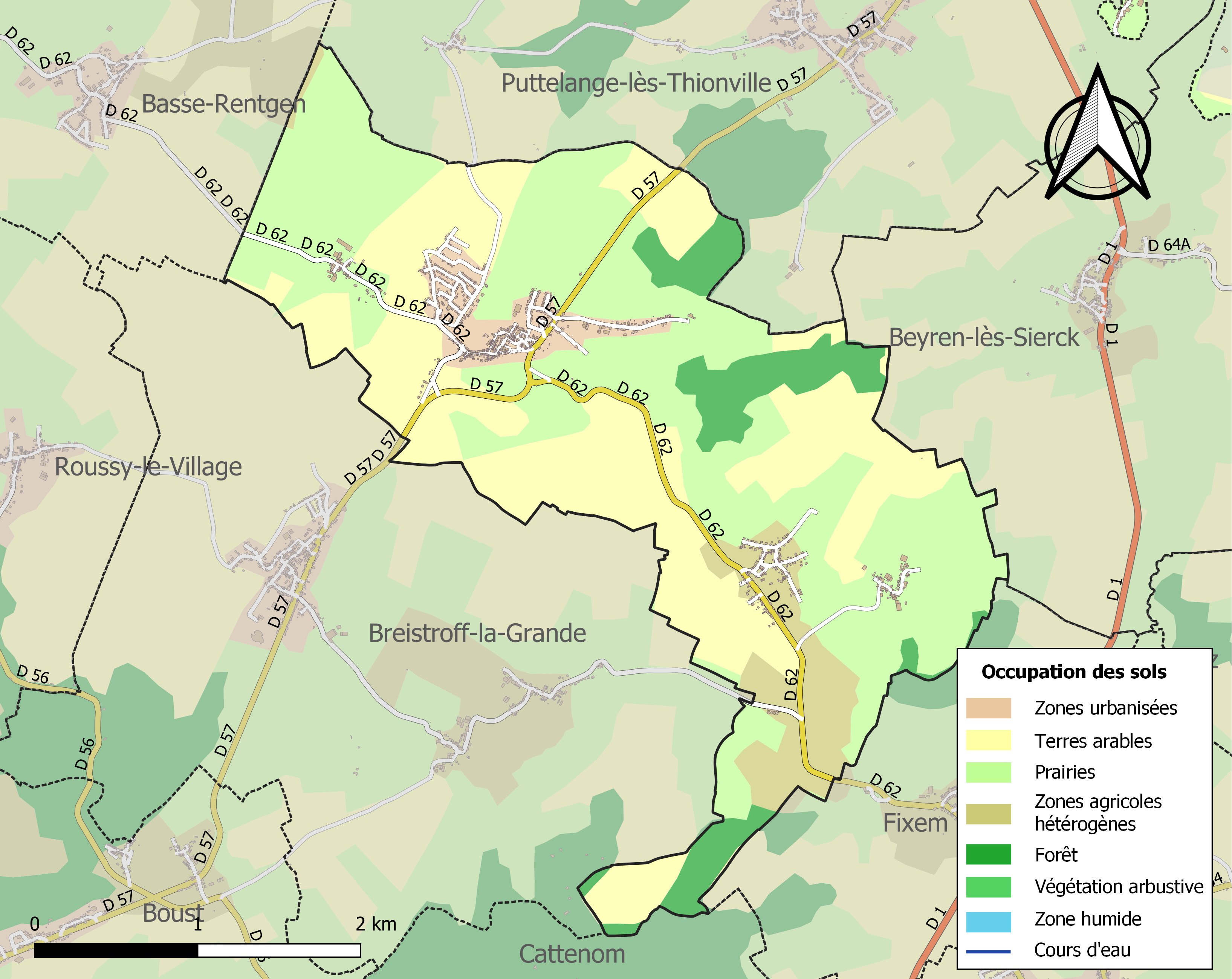
Kaart van de gemeente met de belangrijkste infrastructuur, bodemgebruik en omliggende gemeenten

## Demografie
Onderstaande figuur toont het verloop van het inwonertal.

## Geboren
- Bertrand Ney (1957), beeldhouwer